# Thirteen (Album)
Thirteen (meist Th1rt3en geschrieben, englisch für: „Dreizehn“ bzw. „Dre1z3hn“) ist das dreizehnte Studio-Album der US-amerikanischen Thrash-Metal-Band Megadeth. Es ist seit The World Needs a Hero (2001) das erste Album, das mit Mitgründer Dave Ellefson aufgenommen wurde. Außerdem ist es das erste Album von Megadeth, das mehr als zwölf Titel hat.

## Entstehung
Nachdem sich die Band Anfang 2010 von Bassist James LoMenzo getrennt hatte, stieg nach Beilegen diverser Streitigkeiten mit Bandleader Dave Mustaine das Gründungsmitglied und der bis zur Bandauflösung 2001 als Bassist fungierende David Ellefson im Frühjahr 2010 nach drei Alben ohne sein Mitwirken schließlich wieder bei Megadeth ein und nahm dann auch direkt den ersten Song nach seinem Wiedereinstieg auf. Das Grammy-nominierte und als Soundtrack zu dem Spiel Guitar Hero: Warriors of Rock dienende „Sudden Death“ allerdings sollte nicht nur für Ellefsons Wiedereinstieg stehen, sondern aufgrund seines großen Erfolgs und das musikalische Anknüpfen an das Vorgängeralbum Endgame schließlich auch zum Opener ihres dreizehnten Studioalbums werden, welches passend dazu „Th1rt3en“ heißen sollte, wie Mustaine im August bekannt gab. Außerdem wurde recht früh bekannt, dass ihr neues Album auch neu aufgenommene Versionen älterer, nicht fertiggestellter Lieder beinhalten sollte, so zum einen Millennium of the Blind und New World Order, welche schon als Demo-Versionen auf der Neuveröffentlichung von Youthanasia im Jahr 2004 erschienen, zum anderen Black Swan, welches gerade mal vier Jahre zuvor als Bonus-Track auf einigen vorbestellten United Abominations-Alben enthalten war.
Nach dem Namen Th1r3ten gefragt, meinte Mustaine, es habe den Titel aus mehreren Gründen enthalten. So natürlich zum einen, weil es ihr dreizehntes Album sei, zum anderen habe er mit dreizehn Jahren mit dem Gitarrespielen angefangen und wurde am 13. September geboren. So lassen sich auch im Album zahlreiche Anspielungen auf die 13 finden, angefangen mit den dreizehn Kerzen, die auf dem Cover zu sehen sind, über die insgesamt dreizehn Lieder des Albums bis hin zu exakt dreizehn Untoten auf jeder Doppelseite des Booklets. Nach dem Titelsong des Albums gefragt, „13“, sagte Mustaine in einem Interview, dass es in dem Song darum geht, dass Megadeth eine Band ist und kein Soloprojekt. Dieser Eindruck kam zustande, weil Mustaine ein schwieriger Mensch ist und seine Bandkonstellationen nicht immer lange hielten. Das ist der Grund, warum er als einziges Gründungsmitglied ununterbrochen dabei ist und die Band den Spitznamen „Megadave“ erhielt.

## Musikstil
Stilistisch ist das Album in etwa in die Countdown to Extinction- und Cryptic Writings-Ära einzuordnen, wobei auch durch die Neuaufnahmen älterer Lieder vereinzelt musikalische Richtungen anderer Alben vertreten werden. Während Never Dead beispielsweise an die Peace Sells...-Zeit erinnert und Deadly Nightshade ursprünglich während der Albumaufnahmen zu Youthanasia entstand, so klingt Sudden Death stark nach dem Vorgängeralbum Endgame von 2009, wessen musikalische Richtung insgesamt jedoch nicht fortgesetzt wird, entgegen den ganz frühen Ankündigungen, das neue Album würde in dieselbe Richtung gehen.

## Titelliste
1. Sudden Death (5:08)
2. Public Enemy No. 1 (4:15)
3. Whose Life (Is It Anyways?) (3:50)
4. We the People (4:33)
5. Guns, Drugs & Money (4:19)
6. Never Dead (4:32)
7. New World Order (3:56)
8. Fast Lane (4:04)
9. Black Swan (4:10)
10. Wrecker (3:51)
11. Millennium of the Blind (4:15)
12. Deadly Nightshade (4:55)
13. 13 (5:53)

Alle Songs wurden von Dave Mustaine geschrieben. Millennium Of The Blind schrieb er zusammen mit Marty Friedman. New World Order wurde von Dave Mustaine, Dave Ellefson, Marty Friedman und Nick Menza geschrieben. Teilweise half auch Produzent Johnny K Mustaine, die Songs zu schreiben. Die Japanische Edition erhielt zusätzlich eine Liveversion von Public Enemy No. 1. Auf ITunes gibt es zusätzlich eine Liveversion des Endgame-Songs Head Crusher.

## Singleauskopplungen
- Public Enemy No.1 (erschienen am 13. September 2011)
- Never Dead (erschienen am 21. September 2011)
- Whose Life (Is It Anyways?) (erschienen am 17. Oktober 2011)

## Rezeption
Michael Rensen von Rock Hard äußerte, dass schon lange kein Megadeth-Album mehr so gut gewesen sei. Er lobte auch die Produktion von Johnny K, sie sei um „Lichtjahre besser als das blutarme Andy-Sneap-Geschredder der letzten MEGADETH-CDs“. Er vergab 8.5 von 10 möglichen Punkten. Michael Edele von Laut.de nannte Thirteen ein abwechslungsreiches Album, dessen Songs die Highlights Megadeths gesamter Karriere abdecken würden. Er vergab vier von fünf möglichen Sternen.

## Chartplatzierungen
| ChartsChartplatzierungen       | Höchstplatzierung | Wochen |
| ------------------------------ | ----------------- | ------ |
| Deutschland (GfK)              | 25 (2 Wo.)        | 2      |
| Österreich (Ö3)                | 28 (2 Wo.)        | 2      |
| Schweiz (IFPI)                 | 23 (2 Wo.)        | 2      |
| Vereinigtes Königreich (OCC)   | 34 (1 Wo.)        | 1      |
| Vereinigte Staaten (Billboard) | 11 (4 Wo.)        | 4      |